# Zane Grey

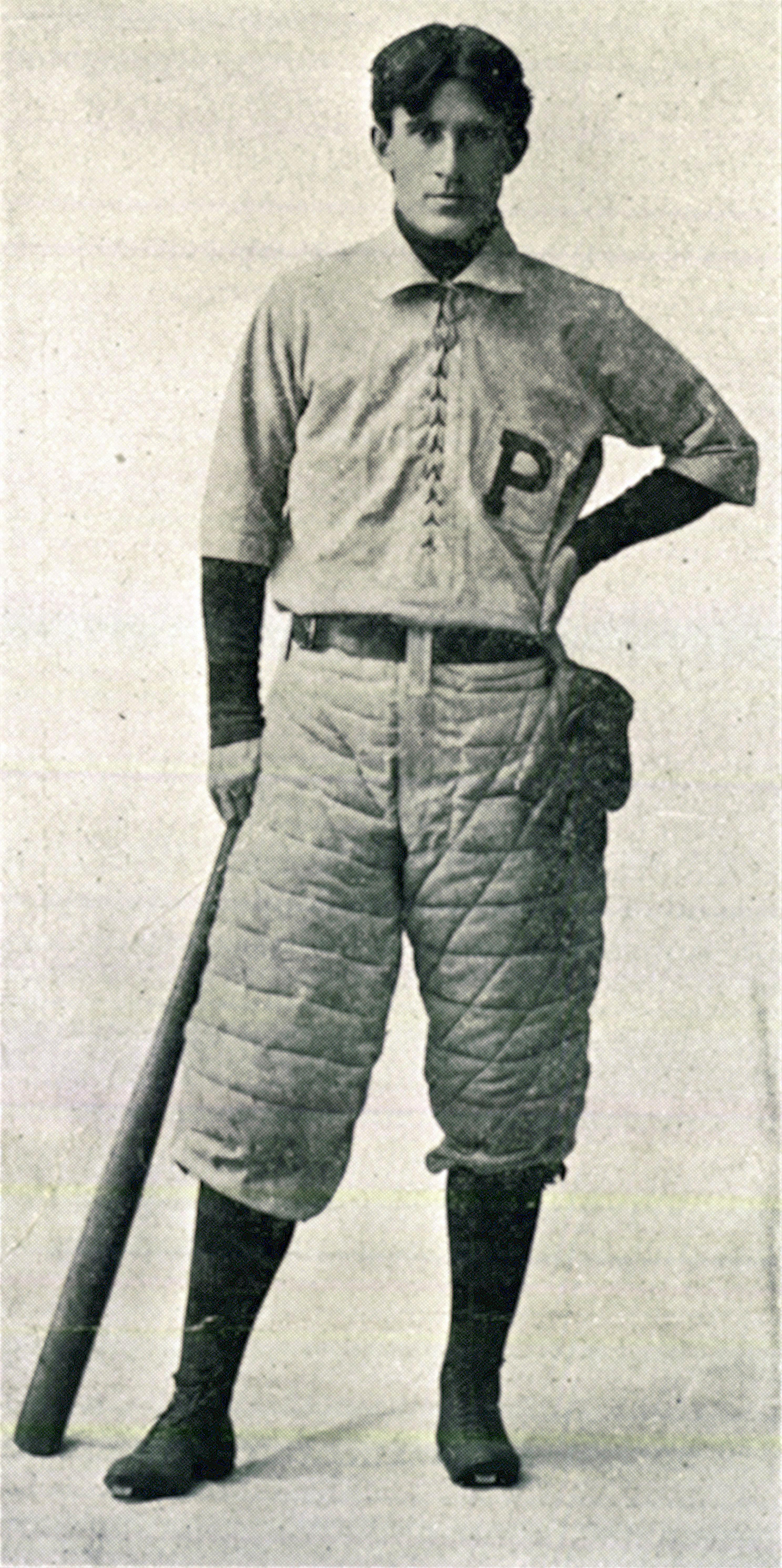
Zane Grey

Zane Grey, född 31 januari 1872, död 23 oktober 1939 var en amerikansk författare.
Grey skrev främst äventyrsromaner från Vilda Västern. Han debuterade 1903 med en historisk roman om sin egen anmoder, "Betty Zane". Inget bokförlag ville ge ut den - istället publicerade han den på eget förlag. Romanen mottogs väl av kritikerna vilket ledde till att Grey gav ut fortsättningen "The Spirit of the Border" 1905. Samma år gifte han sig med Lina Elise Roth, som stödde honom i sitt beslut att bli författare på heltid.
(Från engelska Wikipedia:) Zane Grey blev en av de första författarmiljonärerna. Med trovärdighet och känslomässig intensitet grep han sina miljontals läsare över hela världen, under fredstid och krig, och inspirerade många västerländska författare som följde honom. Grey var en viktig kraft i utformningen av Western-myterna och han bidrog till att böckerna överfördes till andra medier. I juni 2007 angav the Internet Movie Database Grey som författare till 110 filmer, en TV-episod, och en TV-serie.  Han skrev mer än 90 böcker, några av dem kom ut postumt och / eller är baserade på serier som ursprungligen publicerades i tidskrifter. Hans totala bokförsäljning överstiger 40 miljoner.
Han producerade inte bara westerns, utan har skrev också två jaktböcker, sex barnböcker, två basebollböcker, åtta böcker om fiske samt skapade den tecknade serien King vid gränspolisen. Tillsammans med brodern Romer Grey var Zane Grey själv en engagerad sportfiskare, och flera av hans fiskeböcerk beskriver hans egna fiskefärder utefter USA:s och Nya Zeelands kuster där han med rullspö och lina slog flera fiskerekord. Många av dem blev storsäljare. Det beräknas att han skrev över nio miljoner ord under sin karriär. Åren 1917-1926 var Grey på topp tio-listan nio gånger, vilket krävde en försäljning på över 100.000 exemplar varje gång.  Efter hans död 1939 hade förlaget Harper ett lager av manuskript och fortsatte att publicera en ny titel varje år fram till 1963. Under 1940-talet och därefter exploderade pocketbok-försäljningen av Greys böcker. 

## Trivia
I filmen "Den tredje mannen" är huvudpersonen Holly Martins också en äventyrsboksförfattare. Han hamnar på en författarkongress och blir tillfrågad om sin favoritförfattare. Han svarar "Zane Grey" och ingen av de andra "seriösa" författarna känner till namnet.

## Romaner översatta till svenska
- Skogarnas son: romantik i vildmarken (översättning Signe von Vegesack, Vårt hem, 1923)
- Ökenfolket (Bonnier, 1923)
- Purpurviddernas ryttare (översättning F. Joseph Evensen, Bonnier, 1924) (Riders of the Purple Sage)
- Regnbågsstigen (översättning E. J. Evensen, Bonnier, 1925) (The Rainbow Trail)
- Dödsvinden (översättning Ella Svanberg, Holmqvist, 1926) (Spirit of the Border)
- Det sista spåret (översättning Oscar Nachman, Nutiden, 1927)
- Den siste präriejägaren (översättning Svante B. T. Danielsson, Gleerup, 1932)
- Den sista striden: Nybyggarroman (översättning Josef Almqvist, B. Wahlström, 1952) (The Last Trail)
- Vagntåget som försvann (Interdeal, 1964) (The Lost Wagon Train)
- Arvet (översättning Kjell E. Genberg, Malmborg & Hedström, 1975) (Man of the Forest)
- Flickan från revet (översättning Roland Adlerberth, Bergh, 1979) (The Reef Girl)